# Ignaz Kuranda
Ignaz Kuranda, född den 8 maj 1812 i Prag, död den 3 april 1884 i Wien, var en österrikisk publicist och politiker. 
Kuranda, som till börden  var jude, uppsatte 1841 i Bryssel veckotidningen "Die Grenzboten", vilken efter sin förflyttning till Leipzig blev ett viktigt språkrör för frihetssträvandena i Österrike samt förmedlingen mellan Österrike och Tyskland. År 1848 invaldes Kuranda i Vorparlamentet i Frankfurt och insattes i femtiomannautskottet. Som ett av dess ombud sändes Kuranda samma år till Prag för att söka vinna Böhmens anslutning till den pågående tyska enhetsrörelsen. Kuranda invaldes även i nationalförsamlingen, men nedlade i oktober sitt mandat. "Grenzboten" hade han i juli 1848 avträtt till Gustav Freytag och Julian Schmidt, men uppsatte i Wien samma år "Ostdeutsche Post" (1848–1866), i ändamål att kämpa för de tyska intressena i Österrike. Från 1861 till sin död tillhörde Kuranda den nederösterrikiska lantdagen och riksrådet.